# По-странно от рая
„По-странно от рая“ (на английски: Stranger Than Paradise) е американски филм от 1984 година, абсурдна комедия на режисьора Джим Джармуш по негов собствен сценарий.
В центъра на сюжета са двама пристрастени към хазарта младежи от Ню Йорк и отношенията им с пристигналата от Унгария братовчедка на единия от тях. Главните роли се изпълняват от Джон Лури, Естер Балинт и Ричард Едсън.
„По-странно от рая“ утвърждава репутацията на Джармуш като един от изгряващите млади режисьори в Съединените щати.